# 董勤书院
董勤书院，位于中国广东省韶关市仁化县董塘镇，为仁化县的一个县级文物保护单位，类型为古建筑，公布时间为1982年2月27日。
董勤书院的历史年代为清代。